# Ordine al merito della fondazione nazionale
L'Ordine al merito della Fondazione nazionale (건국훈장?, 建國勳章?, Geon-guk HunjangLR) è un ordine cavalleresco della Corea del Sud.

## Storia
L'ordine è stato fondato il 27 aprile 1949 sotto la guida dei militari del Concilio supremo per la ricostruzione con lo scopo premiare coloro i quali abbiano contribuito alla nascita della nazione. Al 2005 circa 8000 persone sono state insignite dell'ordine. Molte delle assegnazioni sono postume, anche perché molti degli insigniti sono defunti prima dell'istituzione dell'ordine.

## Classi
L'ordine dispone delle cinque seguenti classi di benemerenza:
- Daehan Minguk Jang (대한민국장, medaglia della Repubblica di Corea)
- Daetongnyeong Jang (대통령장, medaglia del presidente)
- Dongnip Jang (독립장, medaglia dell'indipendenza)
- Aeguk Jang (애국장, medaglia del patriottismo)
- Aejok Jang (애족장, medaglia dell'orgoglio nazionale)

| Nastri dell'Ordine al merito della Fondazione nazionale | Nastri dell'Ordine al merito della Fondazione nazionale | Nastri dell'Ordine al merito della Fondazione nazionale | Nastri dell'Ordine al merito della Fondazione nazionale | Nastri dell'Ordine al merito della Fondazione nazionale |
| ------------------------------------------------------- | ------------------------------------------------------- | ------------------------------------------------------- | ------------------------------------------------------- | ------------------------------------------------------- |
| Medaglia della Repubblica di Corea                      | Medaglia del Presidente                                 | Medaglia dell'Indipendenza                              | Medaglia del Patriottismo                               | Medaglia dell'Orgoglio Nazionale                        |